# 1-tert-butoxypropan-2-ol
1-tert-butoxypropan-2-ol of 1-tert-butoxy-2-propanol, ook bekend als propyleenglycol-tert-butylether (PGTBE), is een kleurloze, ontvlambare vloeistof met een karakteristieke geur die lijkt op die van eucalyptus. Het is een mono-alkylether van propyleenglycol, en heeft nog één secundaire hydroxylgroep. De alkylgroep is een tert-butylgroep.

## Synthese
De verbinding kan worden bereid door ethervorming tussen propyleenglycol en isobuteen in aanwezigheid van een vaste katalysator, typisch een zure ionenwisselaarhars.
Een alternatieve methode is de reactie tussen propyleenoxide en isobuteen in aanwezigheid van water en een zure katalysator.
Nevenproducten zijn vooral de isomeer 2-tert-butoxy-1-propanol en de di-alkylether propyleenglycol-di-tert-butylether. De reactieproducten kunnen gescheiden worden door destillatie.

## Toepassingen
De stof wordt veel gebruikt als oplosmiddel, zowel in de industrie als in producten voor de consument. Ze is vooral geschikt voor gebruikt in coatingsystemen (verven, inkten, kleefstoffen e.d.) maar wordt bijvoorbeeld ook gebruikt in cosmetica, schoonmaakproducten voor glas en andere oppervlakten, en brandblusschuimconcentraat.

## Toxicologie en veiligheid
Het is een ontvlambare vloeistof, weinig acuut toxisch maar wel sterk irriterend voor de ogen en licht irriterend voor de huid. De dampen zijn zwaarder dan lucht en kunnen explosieve mengsels vormen met lucht. De stof kan mogelijk ontplofbare peroxiden vormen.
De stof wordt naar voor geschoven als minder schadelijk alternatief voor 2-ethoxyethanol, die ingedeeld is als een stof die schadelijk is voor de vruchtbaarheid en die het ongeboren kind kan schaden.
De IARC heeft de stof ingedeeld in carcinogene Groep 2B, dit is "mogelijks carcinogeen voor de mens" op basis van adequate gegevens uit dierproeven (ratten en muizen), maar zonder toereikende gegevens bij mensen.